# Утисак недеље
Утисак недеље је српска политичка ток-шоу телевизијска емисија чија је водитељка Оља Бећковић која се емитује на каналу Нова С. Утисак недеље се сматра једном од најгледанијих политичких ток-шоу емисија у Србији, која се емитује на телевизији Нова на кабловској мрежи СББ.
Емитовање уживо недељом у 21 час увече и замишљено као резиме догађаја претходне седмице, емисија углавном покрива политичке теме са панелом обично од три госта. Зависно од теме која је обрађена у одређеној седмици, број гостију расте до пет или мање до једног госта. У пар ретких наврата се дешавало да емисија није емитована у недељу од 21, већ у неком другом термину.
Почевши од Студија Б, регионалног емитера за град Београд и његово окружење, 1991. године, у почетним фазама распада СФР Југославије, Утисак недеље је сведочио многим геополитичким догађајима који су утицали на то подручје у наредној деценији, добивши високу гледаност и верне пратиоце. Од 1997. године производњом емисије управља Продукцијска група Мрежа, на челу са Зораном Остојићем и Лилом Радоњић. Емисија је 2003. године прешла на ТВ Б92, националном каналу, где је емитовала до 2014. године када је због политичких разлога уклоњена. Емисија се 7. априла 2019. године вратила на ТВ канале, емитовањем на каналу Нова, а гости те емисије су били политиколог Цвијетин Миливојевић, лидер Двери Бошко Обрадовић, и политички аналитичар Бошко Јакшић.

## Формат
Оља Бећковић сваке недеље у госте доводи једну или више личности из јавног живота са којима разговара о темама које су биле актуелне претходне недеље. Гости у студију, као и 10 гледалаца који успеју да се укључе, имају прилику да гласају за свој утисак из протекле недеље, и то са листе предлога које водитељка сачини (обично их буде од 7 до 11). Поред тога, гости у студију гласају за најјачи утисак из протекле недеље који није на листи предлога. Понекад се деси да неки предлози са листе имају исти број гласова, па се у том случају укључује још један гледалац да својим гласом пресуди.
Емисија бар једном није била емитована у недељу. Прво гостовање Александра Вучића као јединог госта је одржано у уторак 12. новембра 2013. У недељу 10. новембра од 21 сат је био емитован меч полуфинала Мастерса у Лондону између Новака Ђоковића и Станисласа Вавринке, на ком је Ђоковић победио са 2:0 (6:3, 6:3).
Пре емитовања на Новој се дешавало да број гостију није скоро увек три, већ је било варијанти и са једним, два, или четири гостију.

## Чувене емисије
- Гостовање Душка Вујошевића и Небојше Човића 6. априла 2014.